# Louis Beel
Louis Joseph Maria Beel (12 de abril de 1902 - 11 de febrero de 1977) fue un político neerlandés del extinto Partido Popular Católico (PPC) ahora unido con la Llamada Democristiana (LD). Sirvió como el primer ministro de los Países Bajos desde el 3 de julio de 1946 hasta el 7 de agosto de 1948 y una vez más entre el 22 de diciembre de 1958 hasta el 19 de mayo de 1959.